# Эльвюсаурбру
Эльвюсаурбру (исл. Ölfusárbrú от brú — мост) — автодорожный сталежелезобетонный висячий мост через реку Эльвюсау в городе Сельфосс, в 57 км от Рейкьявика, столицы Исландии. По мосту проходит Хрингвегюр — кольцевая автомобильная дорога. Мост построен в 1945 году. Является самым старым и с наибольшей интенсивностью движения из 7 эксплуатируемых висячих мостов Исландии и единственным с двумя полосами движения (остальные — однополосные).
Согласно рекомендациям Исландского дорожного управления по мосту одновременно разрешено проезжать только одному большегрузному транспортному средству.

## История

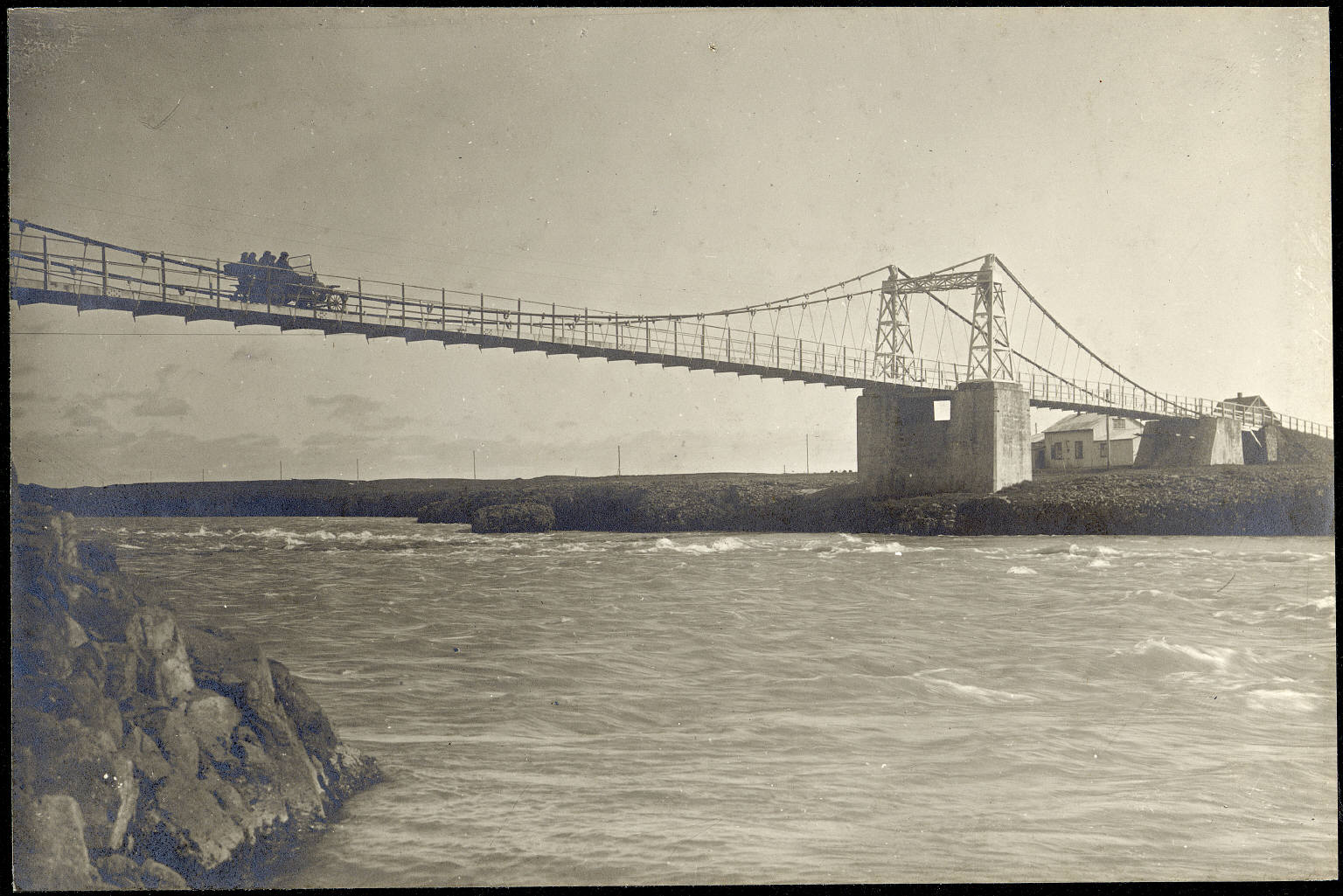
Эльвюсаурбру в 1911 году

В 1872 году король Дании Кристиан IX издал указ о местном самоуправлении, что стало ключевым фактором в развитии транспорта в Исландии.
В том же году  на заседании совета Раунгаурвадласислы рассмотрены предложения о строительстве мостов через крупные реки в Сюдюрланде. Немного позже это сделал совет Аурнессислы. Мосты были необходимы для доставки сельскохозяйственной продукции на рынок в Рейкьявике и на экспорт через порт Рейкьявика.
В 1879 году альтинг выделил 100 тысяч крон на строительство мостов через реки Эльвюсау и Тьоурсау.
Заявку на строительство подал и получил депутат альтинга Трюггви Гюннарссон (1835—1917). Он начал подготовку к строительству в 1889 году.
Строительство моста Эльвюсаурбру начато летом 1891 года. Церемония открытия состоялась 8 сентября того же года в присутствии поэта Ханнеса Хафстейна, который прочитал «Драпу о мосте» (Brúardrápa).
Длина стального висячего моста составляла более 100 м.
Строительство моста через Эльвюсау стало крупнейшим транспортным проектом, реализованным в Исландии в то время.
Между 1891 и 1905 годами было построено 6 таких мостов в Исландии. В 1895 году построен Тьоурсаурбру через реку Тьоурсау. Затем мост Эрноульфсдальсаурбру (Örnólfsdalsárbrú) через реку Эрноульфсдальсау (Örnólfsdalsá). В 1901 году построен мост Хёргаурбру (Hörgárbrú) через реку Хёргау (Hörgá) в Эйя-фьорде. В 1905 году построены мосты Согсбру (Sogsbrú) через реку Сог и через реку Йёкюльсау-ау-Фьёдлюм в Эхсар-фьорде.
Эти мосты предназначались для конных повозок и не были рассчитаны на движение тяжёлого транспорта, так как были построены до появления автомобилей. Однако мост Эльвюсаурбру просуществовал до 1945 года.
В 1944 году произошло частичное обрушение моста под весом двух проезжавших грузовиков, которые упали в реку.
21 декабря 1945 года открыт новый висячий мост Эльвюсаурбру, который эксплуатируется до настоящего времени.
В 1974 году с постройкой мостов в Скейдараурсандюр завершено строительство Хрингвегюр — кольцевой автомобильной дороги.

## Описание моста
Основой пролёт — висячий. Расстояние между опорами основного пролёта — 84 м, высота пилонов — 10,2 м. Несущие кабели расположены на расстоянии 9,3 м друг от друга. Площадь кабеля — 2176 мм², прочность на разрыв — 1218 МПа. К кабелям на расстоянии 4 м друг от друга закреплены подвески. Конструкция моста включает три боковых пролёта, поддерживаемых двутавровыми балками, на восточном берегу. Общая длина — 132,4 м. Ширина — 6,2 м. Полос движения — 2.
В 1992 году в ходе реконструкции первоначальный бетонный настил шириной 8 м заменён новым бетонным настилом шириной 8,7 м, состоящим из проезжей части шириной 6,2 м, пешеходной полосы шириной 1,8 м и перил, что увеличило массу основного пролёта на 49 %, а нагрузку на основные тросы на 37 %.
Среднесуточный объём движения (AADT) за 2010 год по мосту — 8462 транспортных средств Среднесуточный летний объём движения (ASDT) за 2010 год по мосту — 10 827 транспортных средств. В настоящее время в Исландии эксплуатируется 7 висячих мостов, построенных в период с 1945 по 1967 год. Это делает Эльвюсаурбру самым старым и с наибольшей интенсивностью движения висячим мостом в системе дорог Исландии. Он также является единственным двухполосным висячим мостом Исландии (остальные — однополосные).

## Строительство нового вантового моста
20 ноября 2024 года состоялась торжественная церемония закладки нового вантового моста с одним пилоном Эльвюсаурбру через остров Эфри-Лёйгардайлаейя (Efri-Laugardælaeyja) севернее Сельфосса. Длина моста — 330 м. Открытие моста запланировано на конец 2027 года — начало 2028 года. Общая стоимость работ составит 17,9 млрд исландских крон. Проектированием и возведением моста занимается компания ÞG Verks Торвальдюра Гиссюрарсона (Þorvaldur H. Gissurarson).